# Алёшкино (Москва)
Алёшкино — бывшая деревня на северо-западе Москвы, располагавшаяся на территории района Северное Тушино — на берегу канала имени Москвы, недалеко от станции метро «Планерная».

## Местоположение
Находилась у слияния ручья Чернавка (с XIX в. Грачёвка) с рекой Химкой (ныне Бутаковский залив Химкинского водохранилища), на правом, высоком берегу реки.
В Химке водились щуки, окуни, голавли. В жару река почти пересыхала и при ширине в 4 м имела глубину 13 см.
Район речки Химки, древней торговой артерии, был заселён по тем временам чрезвычайно плотно. На юг от Алёшкина, ниже по течению Химки, находилась деревня Захарково; на север, выше по Чернавке — деревня Бутаково. На востоке, за Чернавкой, проходила старинная дорога на Тверь (с 1817 — Петербургское, ныне Ленинградское шоссе); за ней было село Космодемьянское с церковью Косьмы и Дамиана, приходом которой числилось Алёшкино. И только на западе располагался крупный лесной массив, который отделял деревню от селений Братцево, Путилково и Петрово. Согласно «Экономическим примечаниям» 1800 г., в лесу (берёза, осина) водились зайцы и лисицы, набегом бывали волки. Земля считалась неважной, урожаи на ней «родятца средственно».

## Древнейшие времена
Территория была заселена как минимум с III тысячелетия до н. э., то есть с позднего неолита. К югу от Алёшкина, на территории парка «Северное Тушино», найдена неолитическая стоянка III—II тысячелетия до н. э. и селище раннего железного века (I—III вв.), тогда как у самого Алёшкина — селище славян-вятичей. Рядом находились также два славянских курганных комплекса XI—XIII вв.

## В XVII — начале XIX веков
Первое письменное упоминание деревни — в 1623 г., за дьяком Семёном Головиным, служившем в Разбойном приказе. Ранее, видимо, Алёшкино входило во владения дворцового села Путилково: до 1605 г. оно принадлежало Дмитрию Ивановичу Годунову (дядя царя Бориса Годунова), после казни боярина Лжедмитрием I было конфисковано в казну, но в 1619 г. путилковская вотчина была роздана царём Михаилом Фёдоровичем. Головин в качестве вознаграждения за службу получил несколько имений, здесь же вместе с Алёшкиным ему достались деревни Бутаково и Подчеремошье. В Алёшкине Семён Головин поставил свой двор. Впоследствии он был направлен на службу в Сибирь и, по одним сведениям, умер по дороге, по другим же — благополучно служил в Томске и вернулся в Москву. После Головина Алёшкино, уже сельцо, переходит к московскому греческому Никольскому монастырю (в Китай-городе; впервые упоминается как монастырская собственность в 1643). В 1694 Алёшкино с соседними деревн ей Бутаково передано указом Петра I Спасо-Андроникову монастырю, однако затем вернулось Никольскому, причем был устроен монастырский двор — келья с сенями и чуланом, «Дворникова изба» с сенями, «имеется сад, в котором древа яблони и груши, кустарников смородина и малина, в длину 73 и в ширину 18 саженей» (более 0,5 га). К этому же комплексу принадлежал выкопанный в XVII в. прямоугольной формы пруд, существующий поныне. Монастырские крестьяне трудились на подворье скотниками, доставляли продукцию в Москву, в монастырь, ремонтировали хозяйственные сооружения. После секуляризации монастырских земель в 1764 г. крестьяне были переведены на оброк.

## 1812 год
В сентябре 1812 г. Алёшкино оказалось в районе боевых действий: авангард корпуса Евгения Богарне встал в деревне Химки, на противоположной стороне речки, и разграбил окрестные деревни (в том числе Космодемьянскую церковь); в соседнем же Захаркове французами был убит один житель. Корпус Богарне был успешно атакован в ночь на 15 сентября генералом В. Д. Иловайским.

## Во второй половине XIX — начале XX века
После реформ государственных крестьян 1866 и 1886 годов обществу были выделены 188 десятин земли, разделённых на 65 душевых наделов, причём на пашню приходилось 70 десятин, то есть чуть больше десятины на ревизскую душу. В середине XIX века в деревне было 22 двора и 136 жителей, к 1900 году — 156 жителей. Из 30 семей землю обрабатывали 26; 79 человек занимались промыслами, в основном в своей деревне — кузнецы, извозчики, вязальщицы. В 1899 г. в Алешкине отмечено относительно крупное владение (оценочная стоимость 10370 руб) некоего мещанина Ф. Ф. Андронова; также сохранялась усадьба Греческого (Никольского) монастыря. По состоянию на 1912 год в Алёшкине 30 дворов и церковь, название которой до наших дней не дошло.

## Часовня
На холме у слияния Чернавки и Химки в XVIII—XIX вв. существовала часовня. Предположительно в честь святых бессребренников Косьмы и Дамиана, к приходу которых принадлежала деревня. В 2001 году близ этого места сооружена металлическая часовня Косьмы и Дамиана.

## В советскую эпоху
В 1931 г. между Алёшкином и Захарковом был устроен аэродром ГВФ (Гражданского воздушного флота), впоследствии переданный Управлению полярной авиации Главсевморпути. В 1937 году рядом с аэродромом был организован учебный центр для гражданских летчиков. От комплекса аэродрома сохранилось двухэтажное здание (ул. Свободы, 67) и ремонтный ангар (между Химкинским бульваром и улицей Фомичёвой), последний снесен в 2010 году. В 1932 году началось строительства Химкинского водохранилища, и территория была включена в состав Тушина (1934). Окрестная территория была обнесена колючей проволокой и отошла к системе Дмитровлага (последняя охранная вышка у деревни Иваньково была снесена только в 1995 году). В 1937 году канал был пущен. Постройка канала крайне негативно повлияла на жизнь Захаркова: связи с соседними местностями были нарушены, часть земель затоплена, колодцы испорчены, воду для питья приходилось брать из канала, где она была достаточно грязной, а сама деревня в результате подъёма воды и заболачивания местности осенью и весной утопала в такой грязи, что дети не могли посещать школу. Много неудобств доставлял жителям и аэродром постоянным рёвом двигателей.
Во время войны, с 1942 г., на Захарковском аэродроме базировался Гвардейский авиационный штурмовой корпус под командованием генерал-майора авиации В. Г. Рязанова. В Алёшкине находилась батарея ПВО, а на канале, в целях маскировки, были поставлены плоты с макетами зданий. После войны на аэродроме проводились испытания первых советских вертолётов.
В 1950-е гг. по берегу канала между Алёшкиным и Захарковым был разбит колхозный яблоневый сад (Захарковский сад), на базе которого ныне создан Парк «Северное Тушино».

## В составе Москвы
C 18 августа 1960 года вошла в состав Москвы, но сохранялась до 1980, когда начался её снос в связи с Олимпиадой. Отдельные дома ещё стояли, до полного сноса 1988 г. Территория деревни была включена в водоохранную зону. В настоящее время от деревни осталась лишь бывшая улица, отдельные фундаменты и заросшие сады. Её имя носит соседний микрорайон с большой заасфальтированной площадью, где с 1965 года до постройки метро «Планерная» была конечная остановка автобусов «Алёшкино» (перенесенная затем к метро). По этой остановке местные жители до сих пор именуют «Алёшкиным» окрестный квартал; кроме того, на карте есть Алёшкинский проезд, ведущий к ней от станции метро Планерная. Название «Алёшкинский лес» сохраняется за остатками лесного массива.

### Карты
- Старые карты местности

### Фотографии
- Деревня Алёшкино. Фоторепортаж апрель 2006 г.
- Подборка фотографий на сайте tushinec.ru/
- Деревня Алёшкино. Первый день лета 2007. Фоторепортаж